# Aleksiej Jemielin (lekkoatleta)
Aleksiej Michajłowicz Jemielin (ros. Алексей Михайлович Емелин, ur. 16 października 1968 w Moskwie) – rosyjski lekkoatleta, specjalista skoku wzwyż, medalista halowych mistrzostw świata i mistrzostw Europy. Największe sukcesy odniósł startując w barwach Związku Radzieckiego.
Jako reprezentant ZSRR zdobył brązowy medal na halowych mistrzostwach Europy w 1989 w Hadze, przegrywając jedynie z Dietmarem Mögenburgiem z RFN i Daltonem Grantem z Wielkiej Brytanii.
Zdobył srebrny medal na mistrzostwach Europy w 1990 w Splicie, ulegając tylko Dragutinowi Topiciowi z Jugosławii, a wyprzedzając Georgiego Dykowa z Bułgarii. Osiągnął wówczas swój najlepszy wynik na otwartym stadionie w karierze – 2,34 m. Na halowych mistrzostwach świata w 1991 w Sewilli zdobył brązowy medal (ex aequo z Javierem Sotomayorem z Kuby), za Hollisem Conwayem ze Stanów Zjednoczonych i Arturem Partyką z Polski.
Jako reprezentant Wspólnoty Niepodległych Państw zajął 5. miejsce na halowych mistrzostwach Europy w 1992 w Genui, a jako reprezentant Rosji odpadł w kwalifikacjach na mistrzostwach świata w 1993 w Stuttgarcie.
Jemielin był mistrzem ZSRR w skoku wzwyż w 1990 oraz wicemistrzem Wspólnoty Niepodległych Państw w 1992. W hali był mistrzem ZSRR w 1989 i 1990 oraz wicemistrzem w 1991.
Rekord życiowy Jemielina wynosił 2,34 m, zarówno na otwartym stadionie (uzyskany 1 września 1990 w Splicie), jak i w hali (uzyskany 4 lutego 1990 w Czelabińsku).